# Micromorphe choerotricha
Micromorphe choerotricha är en fjärilsart som beskrevs av Felder 1874. Micromorphe choerotricha ingår i släktet Micromorphe och familjen tofsspinnare. Inga underarter finns listade i Catalogue of Life.